# 曼德林歐白魚
曼德林歐白魚（学名：Alburnus mandrensis）為輻鰭魚綱鯉形目雅羅魚科歐白魚屬的其中一種，被IUCN列為極危保育類動物，分布於歐洲保加利亞曼德倫斯科湖流域，體長可達19.2公分，棲息在湖泊表中層水域，繁殖期時會洄游至湖泊支流上游礫石區產卵，以浮游生物及昆蟲為食，該物種因水汙染、抽水等原因受到威脅。

## 扩展阅读
維基物種上的相關：曼德林歐白魚